# 堀親広
堀 親広（ほり ちかひろ）は、幕末の大名、明治期の華族。信濃飯田藩第12代（最後）藩主、同藩初代（最後）知藩事。信濃飯田藩堀家13代。

## 生涯
飯田藩堀家分家で2000石を領した旗本堀助次郎（力五郎とも）親郷の子として生まれたが、幕府・明治政府へは飯田藩主堀親蔵の七男主税親表の六男英次郎親因の子として届け出られた。
慶応元年（1865年）、第11代藩主堀親義の養子となり、慶応4年（1868年）3月7日に親義の隠居に伴い家督を相続した。同年4月8日、従五位下・美濃守に叙任される。明治2年（1869年）6月23日に飯田知藩事に任命され、明治4年（1871年）7月14日に廃藩置県により免官となる。明治8年（1875年）7月28日、警視庁十五等として出仕、同年9月22日権少警部に任命されるが、同年12月28日に病気により権少警部を罷免となる。明治10年（1877年）9月6日に隠居し、養父の親義に家督を譲る。同年10月2日離籍。明治32年（1899年）7月30日没。

## 親広の実家について
堀直敬と村沢武夫はそれぞれ著書の中で「父は同族堀親因で、飯田の祖堀親良の三男親泰の曾孫にあたる」旨を記述している。『寛政重修諸家譜』によると、この「親良の三男親泰」は旗本2000石堀家の初代当主であるが、同家の4代当主親褒の三男に「親因、億三郎」という人物が記述されており、堀・村沢は共にこれを根拠とした可能性がある。しかし、
1. 親因は親泰の曾孫ではないし、その通称も異なる。
2. 親広の生年と比較しても年齢が離れすぎている。
3. 下記に掲載した文献には両者が記述したような文言が見当たらない。

これらのことから、両者の記述は誤りであると判断される。

## 系譜
父母
- 堀親郷（実父）
- 堀親義（養父）

正室
- 堀原子 - 堀親義の養女、堀親寚の七女

子女
- 堀喜子（次女） - 子爵堀親篤夫人、後に離縁、生母は原子（正室）

## 栄典
- 1873年（明治6年）12月8日 - 木盃一個[3]